# 두덩뼈
두덩뼈(pubis) 또는 치골(恥骨)은 볼기뼈를 구성하는 세 뼈 중의 하나로, 볼기뼈의 가장 앞부분에 위치한다.
두덩뼈는 지방층으로 덮여 있으며, 해당 부위를 불두덩(mons pubis)이라 일컫는다.
두덩뼈는 크게 세부분으로 나누는데, 두덩뼈몸통(body), 두덩뼈위가지(superior pubic ramus), 두덩뼈아래가지(inferior pubic ramus)로 나눈다.
몸통은 볼기뼈절구(acetabulum)의 1/5를 차지하며, 그 바깥면은 반달면(lunate surface)과 절구오목(acetabular fossa)을 형성한다. 몸통의 속면은 작은골반(lesser pelvis)의 벽을 구성하며, 속폐쇄근(obturator internus)이 기시한다.
두덩뼈에 있는 두덩결합(pubic symphysis)을 통해 좌우 볼기뼈가 서로 결합한다.

## 구조

### 두덩뼈 몸통
body of pubis두덩뼈몸통
[옛 용어] 치골체

### 두덩뼈 위 가지
superior ramus of pubis두덩뼈위가지
[옛 용어] 치골상지

### 두덩뼈 아래 가지
inferior ramus of pubis두덩뼈아래가지
[옛 용어] 치골하지

## 추가 이미지

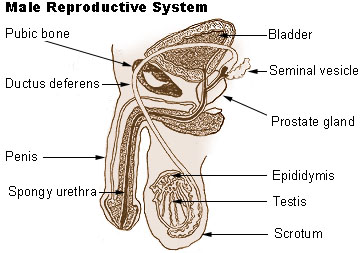
남성생식계
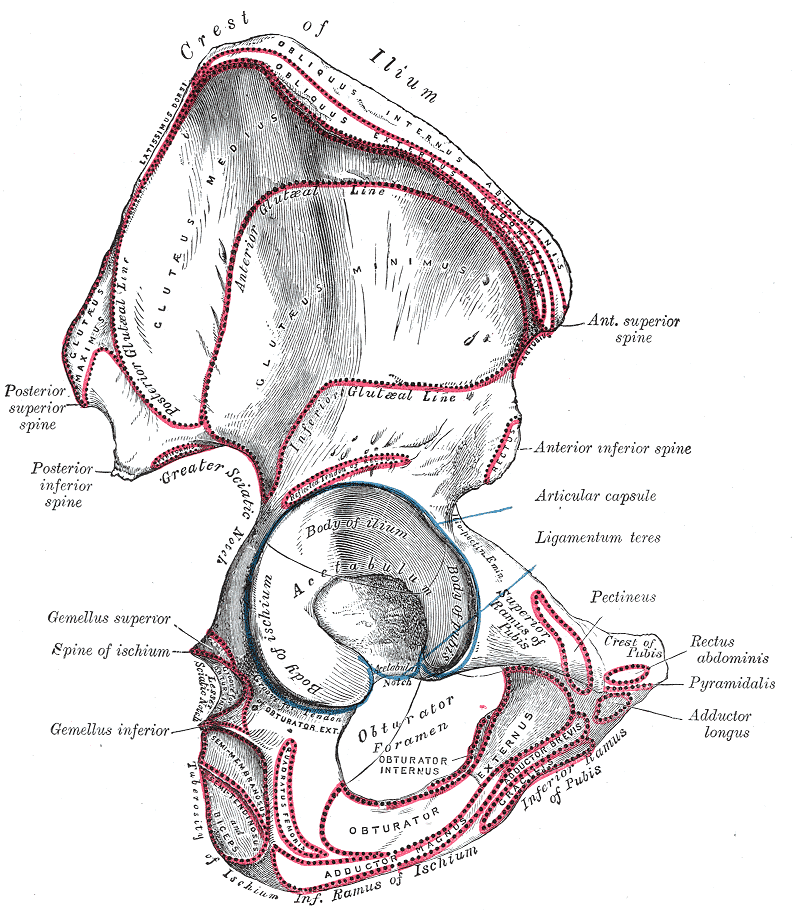
오른쪽 볼기뼈. 바깥면
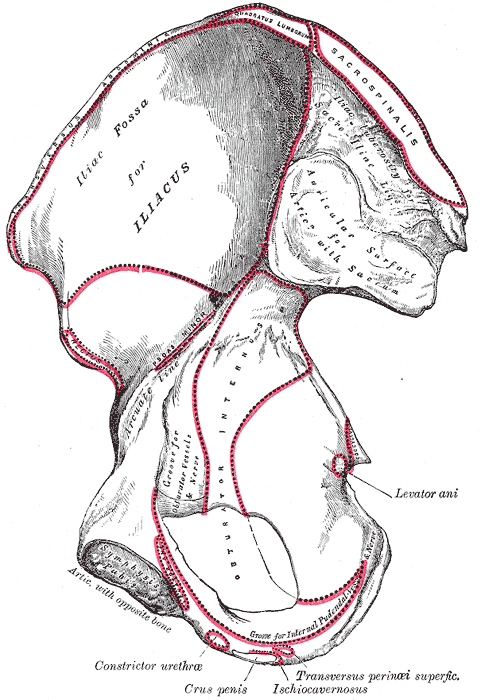
오른쪽 볼기뼈. 속면
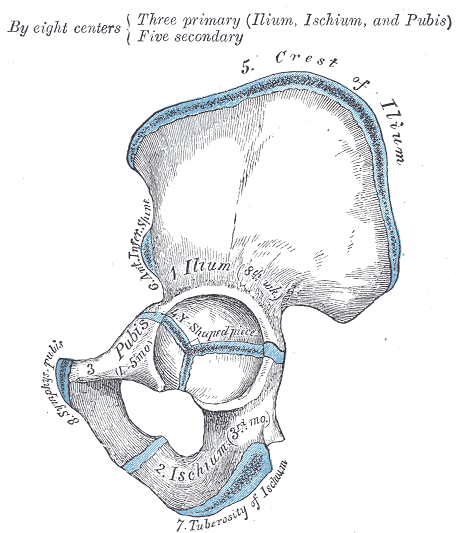
볼기뼈의 평면도
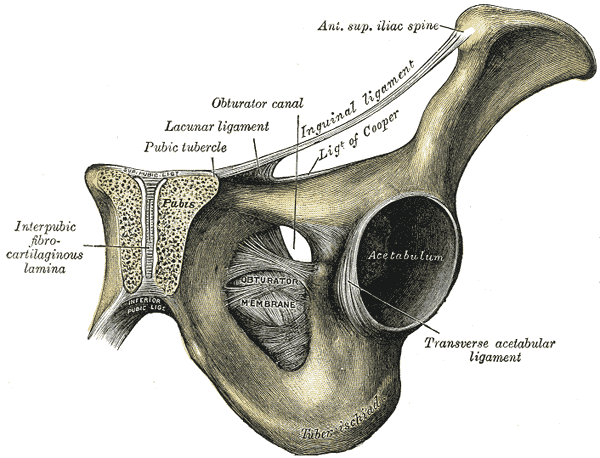
관상면에서 본 두덩결합
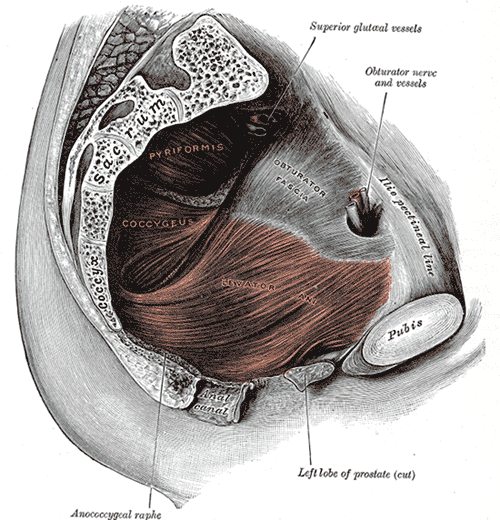
안쪽에서 본 왼쪽 항문올림근(Levator ani)
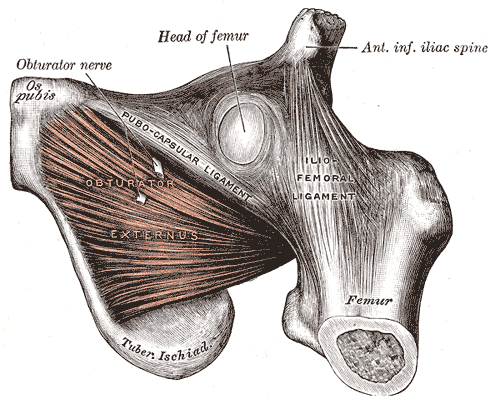
바깥폐쇄근
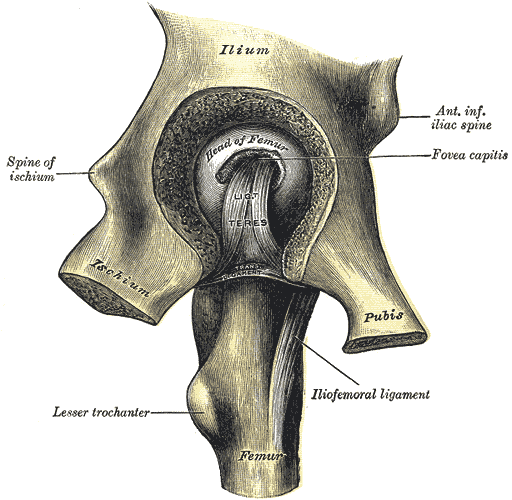
왼쪽 엉덩관절의 볼기뼈절구 바닥을 드러내고 안쪽에서 바라본 모습
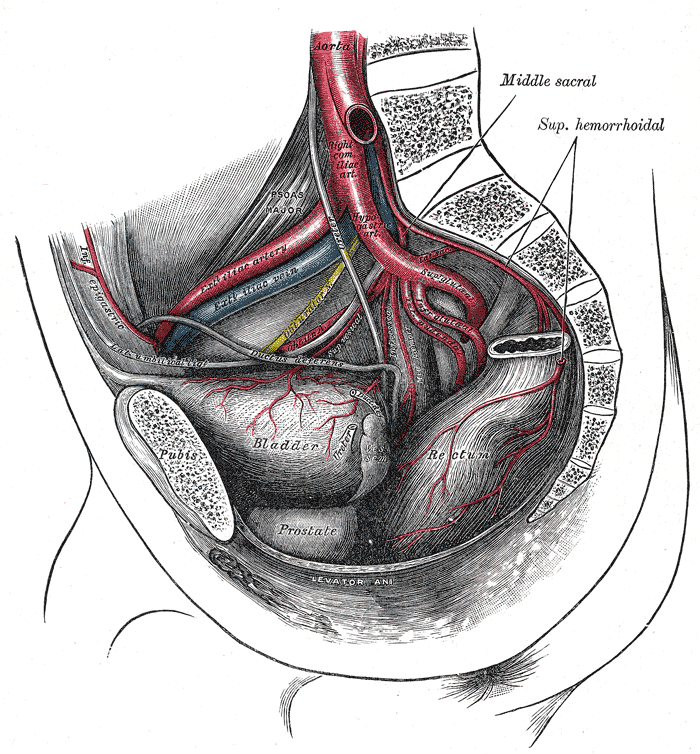
남성 골반의 동맥
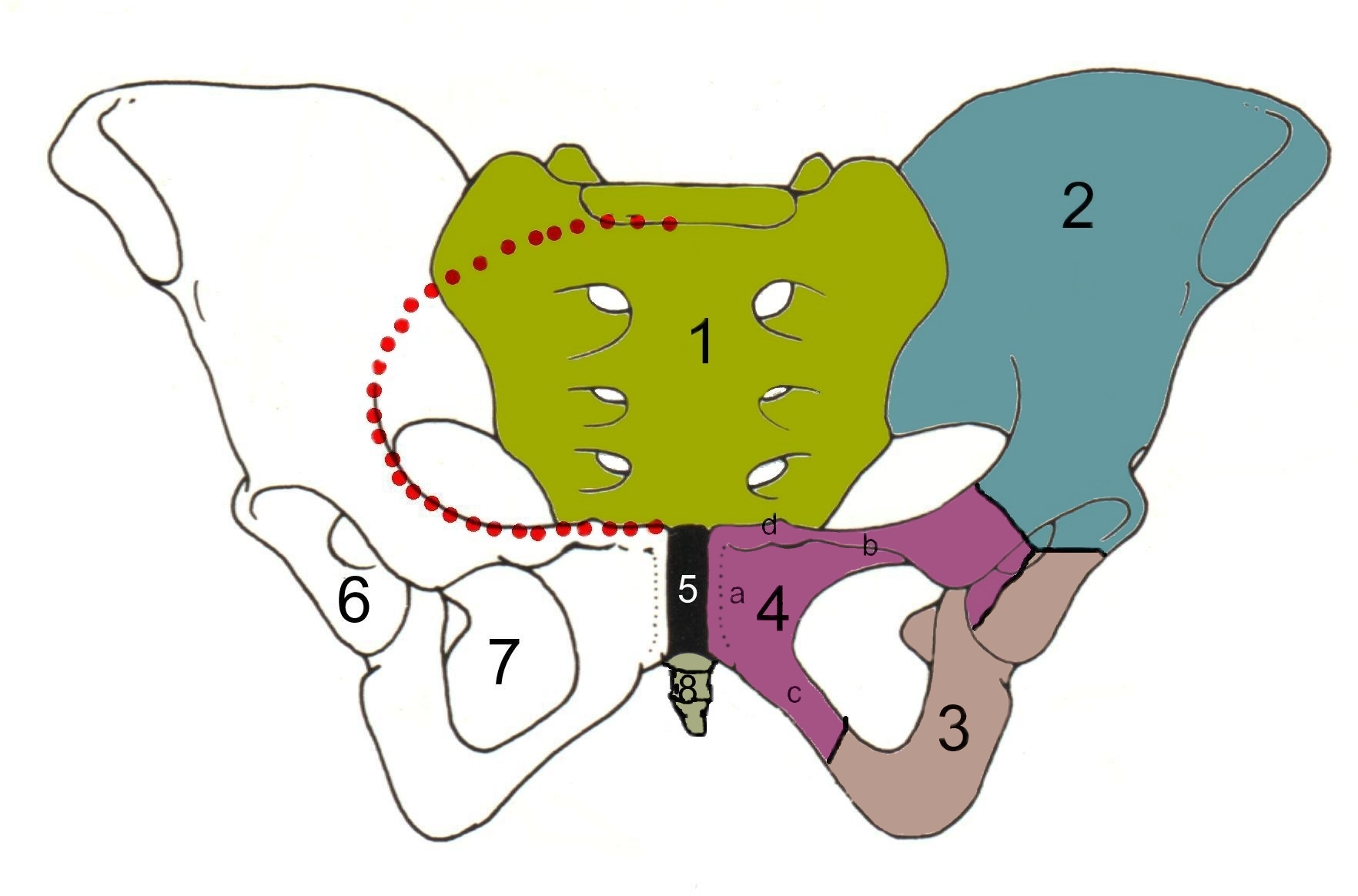
골반

## 같이 보기
- 골반기저근
- 골반

1. ↑  대한의협 의학용어 사전 https://www.kmle.co.kr/search.php?Search=pubis&EbookTerminology=YES&DictAll=YES&DictAbbreviationAll=YES&DictDefAll=YES&DictNownuri=YES&DictWordNet=YES